# St. John's International School
St. John's International School est un collège/lycée privé (maternelle à terminale) créé par un Anglais, John Lewis, en 1964. 
Leur chorale a chanté pour le film Les gamins sorti en 2013.
École anglaise 
Cette école se trouve à Waterloo en Belgique et offre une préparation au Baccalauréat international.
Site officiel de l'école : http://www.stjohns.be

## Élèves célèbres
- Jérôme d'Ambrosio, pilote automobile belge
- Maria Laura de Belgique, princesse de Belgique, « archiduchesse d'Autriche-Este », « princesse d'Autriche », « princesse de Hongrie et de Bohême »